# 1인당 국민소득

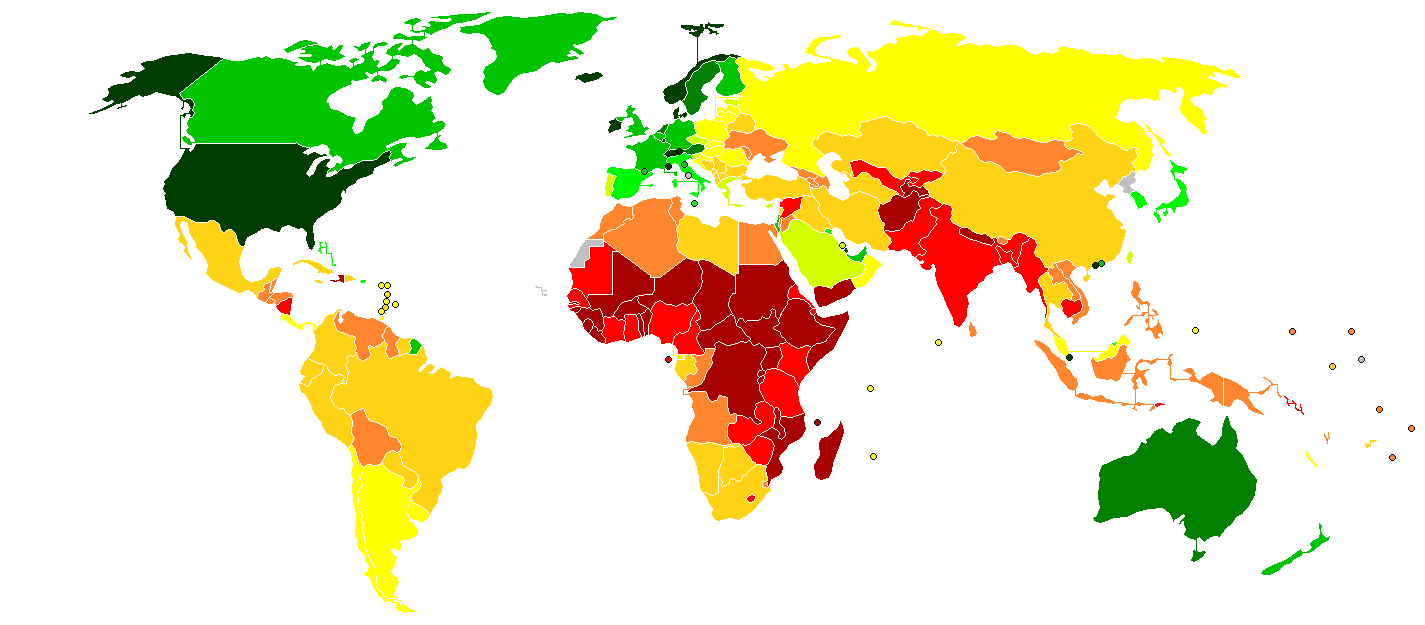
2018년 나라별 GNI(PPP)

1인당 국민 소득(一人當國民所得, per capita income, PCI) 또는 평균 소득(average income)은 특정 연도의 특정 지역의 1인당 평균 소득을 측정한다. 전체 인구에서 특정 지역의 총 소득을 나눔으로써 계산한다.
세계 각국의 1인당 국민소득을 비교해 보면, 아시아·아프리카 및 중남미와 북미·유럽·오세아니아 제국간의 격차가 뚜렷이 나타난다. 이렇게 전체적으로 세계의 남쪽이 빈곤하고 북쪽이 부유한 상태는 남북문제라는 이름으로 포착된다. 그리고 아시아·아프리카 및 중남미의 여러 나라를 개발도상국가라고 하며, 후자를 선진국이라고 부른다. 사회주의 국가군은 이 양지역과는 별도로 일괄취급되는 경우가 많다. 개발도상에 있는 3대륙을 비교해 보면 중남미가 가장 부유하다는 것을 알 수 있다. 이 3대륙의 부유한 나라들을 보면, 석유에 의존하는 쿠웨이트·브루나이·리비아·베네수엘라·트리니다드토바고, 농목업이 발달된 아르헨티나·우루과이와 광물 자원이 풍부한 칠레·자메이카 등이 있다. 남북의 격차는 선진국이나 사회주의국가 사이에서도 볼 수 있다. 남유럽 여러 나라는 상대적으로 빈곤하며 북서유럽 제국은 부유하다. 구사회주의권 내에서도 체코 등 북쪽의 나라들은 공업화가 진척되어 생활수준도 상대적으로 높지만 남쪽의 불가리아·알바니아·루마니아 등은 공업화가 뒤져 소득수준도 비교적 낮다.
| 세계 주요국의 1인당 GDP (2023, 단위：US달러)                                                      |                                                                |  |                                                                                  |                                                              |
| 나 라                                                                                             | 1인당 GDP                                                      |  | 나 라                                                                            | 1인당 GDP                                                    |
| 미 국 캐 나 다 멕 시 코 오스트레일리아 뉴 질 랜 드1) 일 본 대 만 한 국 중 국2)                    | 80,034 52,722 12,673 64,964 48,826 35,385 33,907 33,393 13,721 |  | 홍 콩 싱 가 포 르 태 국 인 도 네 시 아 독 일 영 국 프 랑 스 이 탈 리 아 스 페 인 | 52,429 91,100 8,181 5,016 51,383 46,371 44,408 36,812 31,223 |
| 주：1) 2023년 자료 자료：IMF [International Financial Statistics] OECD [Main Economic Indicators] |                                                                |  |                                                                                  |                                                              |

## 같이 보기
- 일인당 명목 국내 총생산순 나라 목록
- 일인당 명목 국민 총소득순 나라 목록
- 일인당 구매력 평가 기준 국내 총생산순 나라 목록
- 소득 불평등에 따른 나라 목록